# Brantigny (Aube)
Brantigny est une ancienne commune française de l'Aube actuellement incluse dans Piney.

## Histoire
C’était un domaine gaulois ou gallo-romain possédé par Brantinius avant le IIIe siècle. Une tombelle celtique proche du village indique l’existence d’un habitat très ancien, de l’âge de bronze ou de celui de fer.
Il y avait des seigneurs éponymes comme Erard de Brantigny en 1271 qui avait une grange et dit seigneur de Brantigny en 1282. Guillaume de Lézines, maréchal de Champagne faisait don d'une rente à l'abbaye Notre-Dame de Larrivour avant 1271. En 1576, il fut inclus dans les terres du duché de Piney. En 1789, Anne Louis Maximilien, marquis des Réaulx avait un château à Brantigny avec pavillon, grange, écuries, cours ; mais aussi un moulin, une ferme, plus de 460 arpents de terre, plus de 114 arpents de prés, plus de 12 arpents de pâtures et huit arpents douze cordes de vignes.
Le château fut saisi comme Bien national et racheté par la famille des Réaulx, puis vendu à Paul Royer au XXe siècle.
Brantigny dépendait pendant l'Ancien Régime de l'intendance et de la généralité de Châlons, de l'élection de Troyes et du bailliage de Chaumont.
En tant que paroisse elle était du doyenné de Brienne et une succursale de Piney.
Elle a été intégrée le 27 pluviôse an III à Piney (Aube).